# Armée romaine

Évolution historique de l'acmé territoriale de la civilisation romaine.

L'armée romaine (en latin : exercitus Romanus ; en grec ancien : στρατός Ῥωμαίων / stratós rômaîôn) est l'armée de la Rome antique. Elle permet aux Romains de dominer la Méditerranée du IIe siècle av. J.-C. au Ve siècle.

## L'armée romaine des origines auIIesiècleav. J.-C.

### L'armée de la Rome archaïque (VIIIe–VIesiècleav. J.-C.)
Les origines de Rome sont plongées dans les traditions et légendes, et l'armée archaïque des premiers rois traditionnels n'est assurément qu’un ensemble de milices privées au service de nobles qui se réunit autour d'un roi dans des cas exceptionnels.

### La phalange hoplitique (VIe–IVesiècleav. J.-C.)
Rome passe ensuite sous la domination des rois étrusques et la première véritable armée nationale peut être considérée comme étant une armée étrusco-romaine, jusqu’à l'instauration de la République.

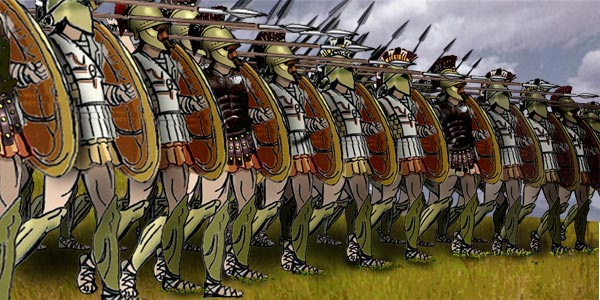
Une reconstitution moderne d'hoplites grecs en formation de phalange, proche de l'armée étrusco-romaine et de celle de la République primitive.

L'armée étrusco-romaine puis républicaine primitive reflète une société très aristocratique qui adopte d'abord un système proche de celui de la phalange grecque : épaule contre épaule, les soldats romains opposent à l'ennemi une ligne continue et unie. Chacun doit payer son armement, les plus riches combattant à cheval ou constituant l'élite de l'infanterie, et les plus pauvres n'étant pas astreints au service, faute de moyens pour s'équiper.
Pierre Cosme souligne qu'au « début de la République romaine, les principes censitaires qui régissent la société et la vie politique romaines sont également à la base de toute l'organisation militaire de la cité », ce que Claude Nicolet résume ainsi : « être un soldat, pour un Romain, c'est être un citoyen. L'armée romaine d'époque républicaine a trois caractéristiques essentielles : elle est nationale, censitaire et non permanente ; c'est donc une armée de conscription, et non pas de métier ».

### L'apparition de la légion manipulaire (IVe–IIIesiècleav. J.-C.)

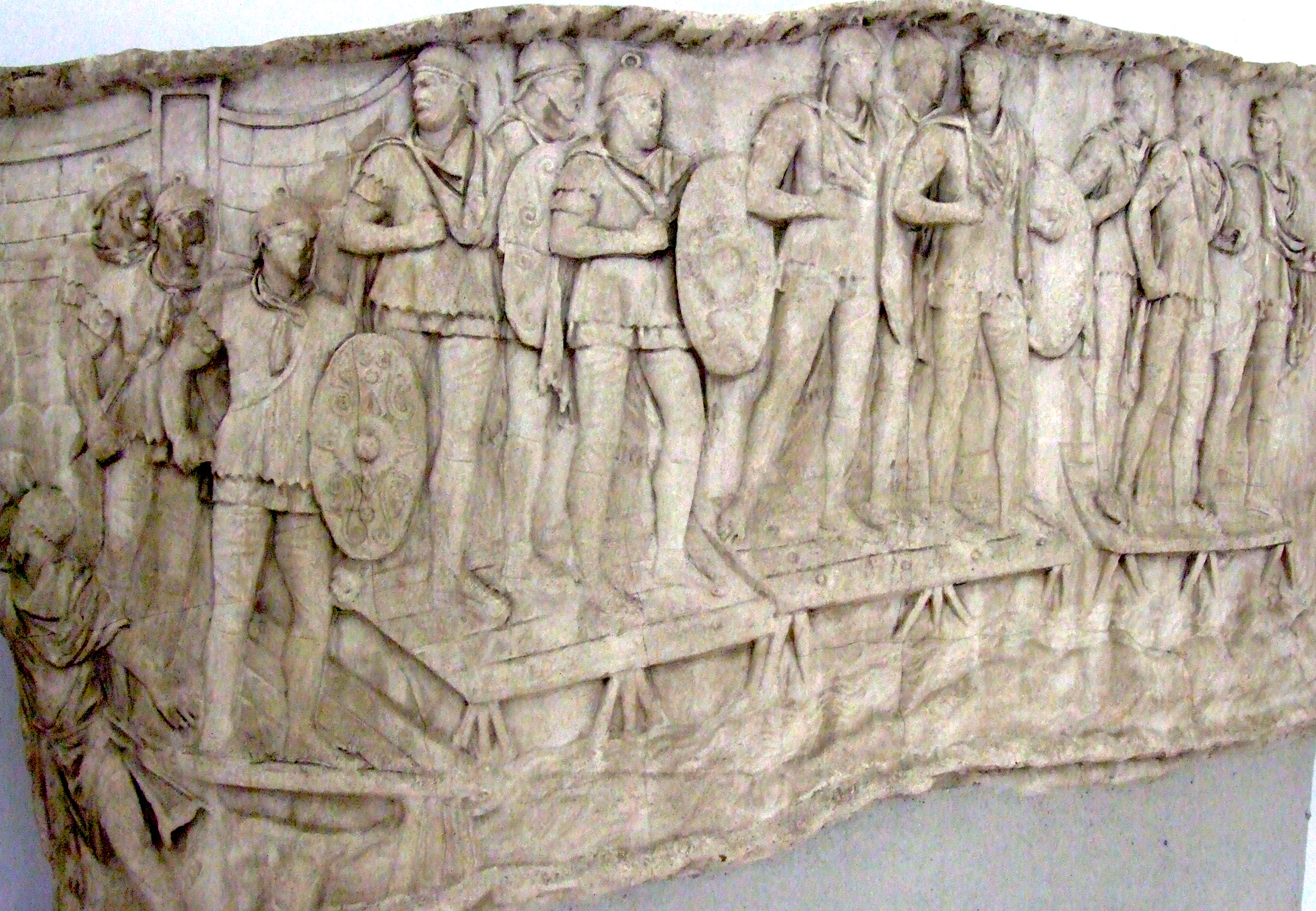
Infanterie auxiliaire romaine traversant un fleuve, probablement le Danube, sur un pont flottant pendant les guerres daciques de Trajan (101-106 apr. J.-C.). Panneau de la Colonne Trajane, Rome

À la suite des guerres incessantes auxquelles sont confrontés les Romains, l’armée se développe et évolue, et les besoins en effectif augmentent. Les hommes sont répartis en fonction de leurs revenus en classes censitaires puis la légion adopte l'organisation manipulaire : le corps de bataille éclate alors en une série de petites unités, les manipules, et gagne en souplesse. La solde est créée et les critères censitaires sont diminués : des citoyens plus pauvres peuvent entrer dans l'armée, bien que légèrement équipés.
La vraie révolution intervient à la fin de la guerre contre les Latins. Au lieu de réduire en esclavage leurs voisins qu'ils viennent de vaincre, les Romains acceptent d'intégrer dans leur propre armée des soldats étrangers, sous forme de troupes auxiliaires (auxilia). Cette mesure extraordinaire met à la disposition du commandement de nombreuses troupes alliées, qui représentent vite plus de la moitié de l’armée, au fur et à mesure de la conquête de l’Italie, puis pour la conquête de la Méditerranée.

### Des guerres puniques à l'époque des Gracques (IIIe–IIesiècleav. J.-C.)
La deuxième guerre punique va mettre à rude épreuve l'armée romaine qui en sort victorieuse malgré un lourd tribut en hommes, et cette guerre aura de grandes conséquences à long terme. L'organisation militaire s'adapte et innove pour que l'armée puisse intervenir en dehors de la péninsule italienne sur de longues périodes, ce qui lance la lente professionnalisation de l’armée romaine avec des temps de service plus continu tout au long du IIe siècle av. J.-C.

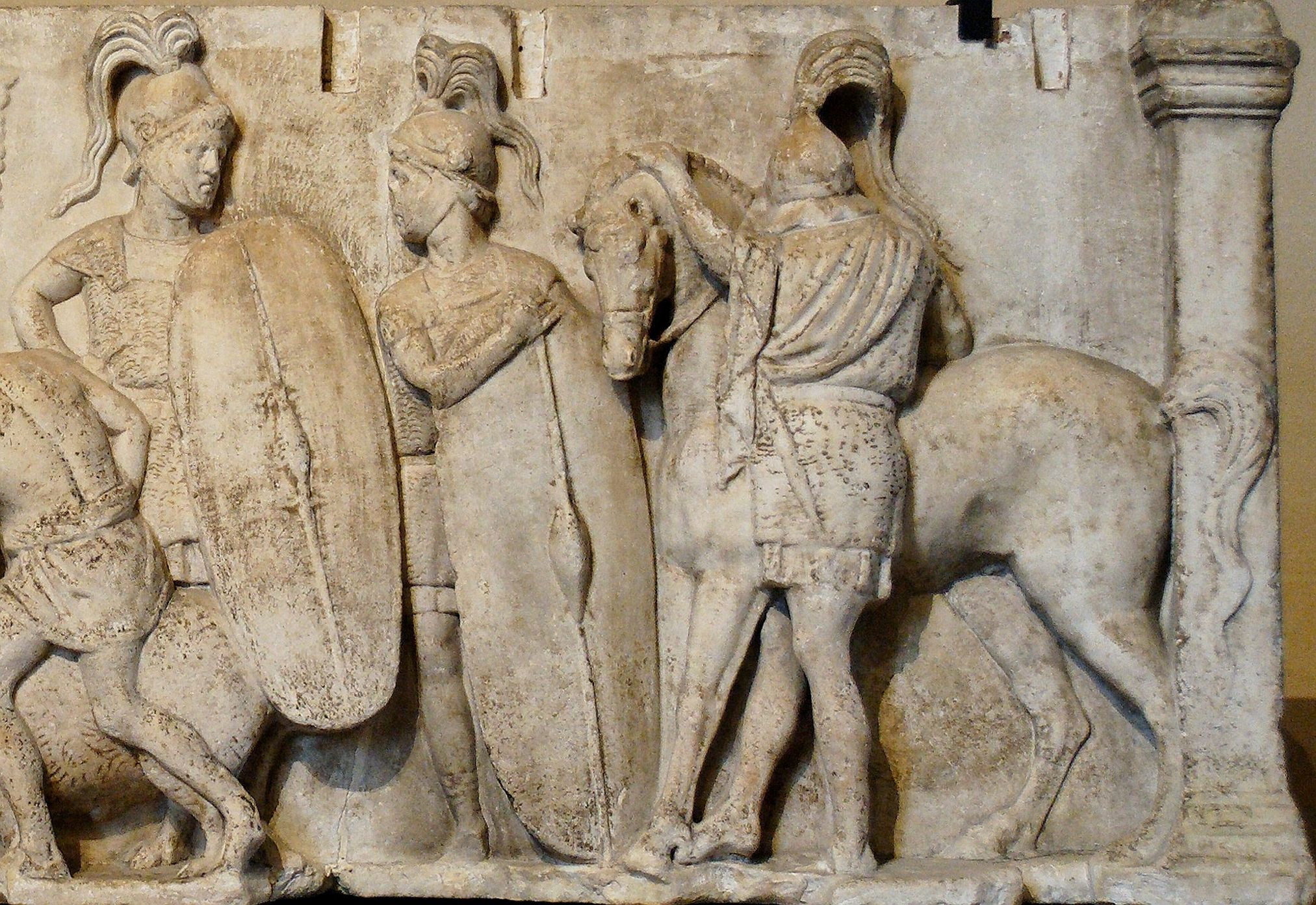
Scène de sacrifice pendant un recensement : partie droite d'une plaque de l'autel de Domitius Ahenobarbus, connue sous le nom de la « frise du recensement ». Marbre, œuvre romaine de la fin du Provenance : Champ de Mars, Rome. Aujourd'hui au musée du Louvre, Paris.

## La naissance d'une armée permanente auIersiècleav. J.-C.
Au Ier siècle av. J.-C., les premières guerres civiles secouent Rome. La guerre sociale atteint les fondements de la République et de l’Italie romaine et a des conséquences très importantes dans l'organisation militaire romaine. Les anciens alliés italiens deviennent citoyens, les procédures de recrutement et de mobilisation sont décentralisés et se fondent dorénavant sur le volontariat et non plus sur les classes censitaires.
La professionnalisation de l'armée prend de l'ampleur et les vétérans prennent une grande place dans la société. Les armées sont dorénavant enclines à servir les intérêts de leurs généraux aux ambitions démesurées qui partent à la conquête du pouvoir, ce qui mène la République romaine à son terme.

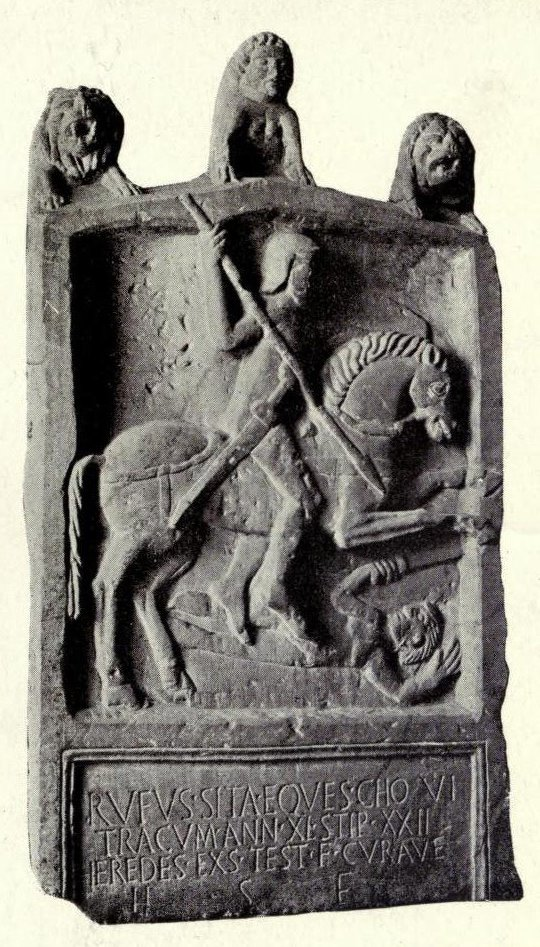
, cavalier de la VIe cohorte thrace à Glevum, s.

## L'armée romaine impériale duIersiècleauIIIesiècle
Sous le Haut-Empire romain, les effectifs atteignent leur maximum avec 150 000 légionnaires (soit une moyenne de 5 000 hommes par légion) et à peu près autant d'auxiliaires. Ils connaissent « d'importantes nuances selon les époques et les régions : dans les secteurs calmes et, surtout quand l'Empire avait des difficultés financières, les effectifs étaient réduits ; les engagements étaient multipliés en cas de besoin ».

Sous Hadrien, l’enrôlement des unités, légions et troupes auxiliaires de l’armée impériale se fait désormais strictement au niveau local, non seulement dans les provinces où ils tiennent garnison, mais au sein des agglomérations civiles annexées aux camps des frontières. Cette transformation entraîne la fixation des armées provinciales et la disparition de leur mobilité primitive.

Sous le principat d’Auguste, l’armée représente la majeure partie du budget de l’État : 
| Poste de dépense  | Montant (en millions de sesterces) | Part des dépenses |
| ----------------- | ---------------------------------- | ----------------- |
| Garde prétorienne | 35,32                              | 8,4 %             |
| Armée             | 238,00                             | 54,1 %            |
| dont officiers    | 30,00                              | 12,6 %            |
| dont légionnaires | 128,00                             | 53,8 %            |
| dont nourriture   | 30,00                              | 12,6 %            |
| dont logistique   | 30,00                              | 12,6 %            |
| dont marine       | 20,00                              | 8,4 %             |
| Dépenses civiles  | 166,68                             | 37,5 %            |
| Total             | 440,00                             | 100,00 %          |

## L'armée romaine tardive duIIIesiècleauVesiècle

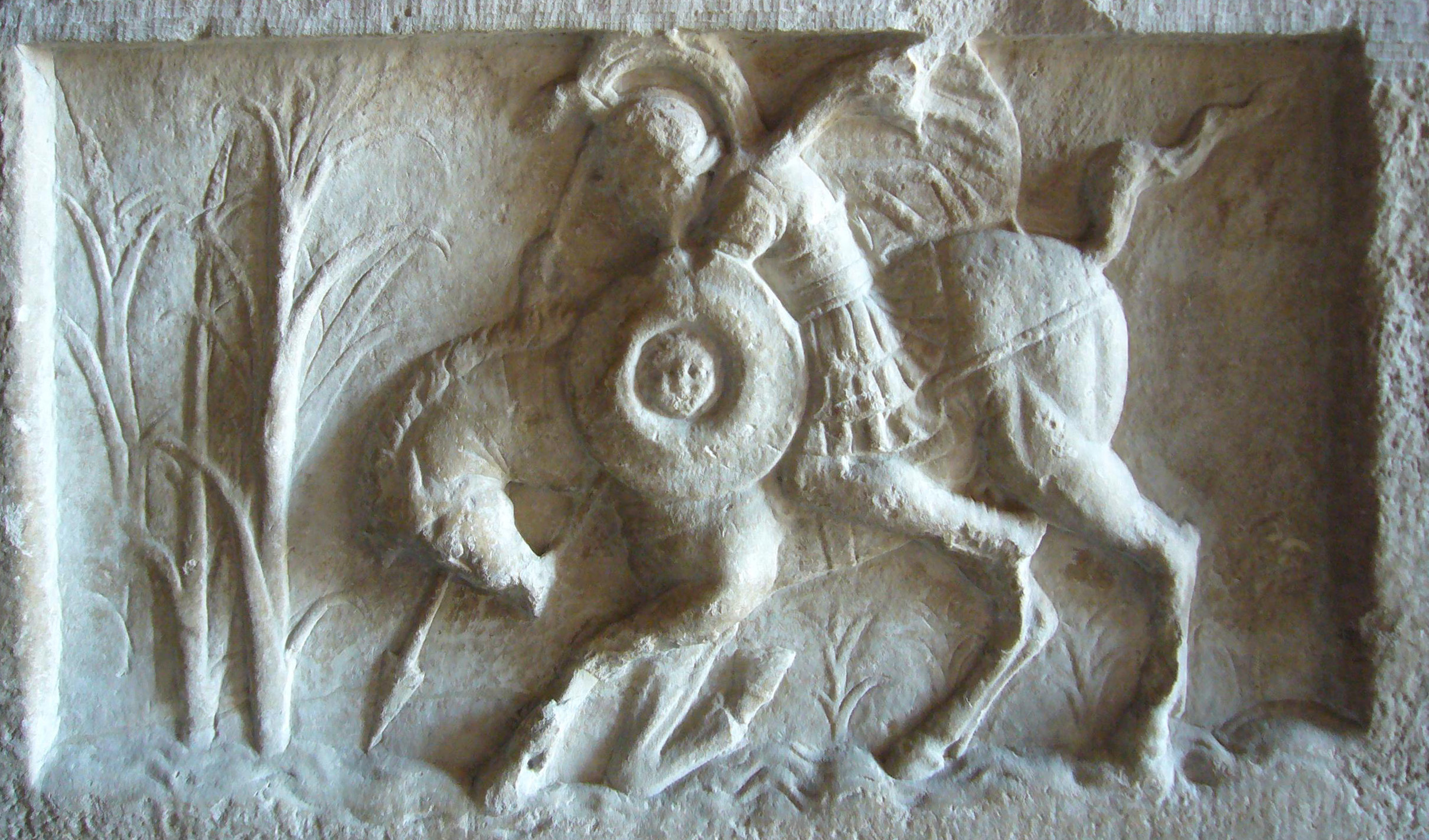
Stèle trouvée sur le Forum Romain, à proximité du Lacus Curtius, représentant un cavalier romain du

En 262, la réforme de Gallien interdit aux sénateurs de rentrer dans l'armée qui reste aux seules mains de l'ordre équestre. Gallien la réorganise afin de créer des unités plus mobiles. D'autre part il se préoccupe de mieux utiliser les effectifs disponibles. Il constitue ainsi une armée mobile, le comitatus, en prélevant sur les légions des vexillations formées des éléments les plus aguerris. Une réserve de cavalerie est constituée en regroupant les pelotons de cavalerie affectés à chaque légion.
Dioclétien augmente les effectifs de l’armée romaine d’une vingtaine de légions, soit une augmentation d’environ 200 000 hommes avec les corps auxiliaires correspondants. Cette armée qui atteint jusqu'à 500 000 hommes sous Constantin coûte très cher. La réforme financière de 297 permet les nouveaux recrutements : chaque propriétaire foncier ou groupe de propriétaires doit fournir un nombre fixe de recrues, proportionnel à l’étendue de leurs domaines. Une garde à cheval, uniquement composée de Germains, les scholae palatinae, est créée par Constantin après la dissolution de la garde prétorienne (312) et intégrée à une des deux principales branches de l’armée, la comitatenses, intégrant l’infanterie mais dominée par la cavalerie. La seconde branche est l’armée des frontières composée de limitanei et recrutée uniquement parmi les citoyens romains.

Représentation d'une bataille entre Romains et Barbares au IIIe siècle sur le sarcophage de la collection Ludovisi.

Après 324, Constantin réorganise l’armée et augmente encore le nombre d'auxiliaires germains. Le maître des offices (magister officiorum), commandant des scholae palatinae, devient la pièce maitresse de l’administration. Deux nouvelles fonctions sont créées, celles de maître de cavalerie (magister equitum) et de maître d’infanterie (magister peditum), destinées à diriger les réservistes.
L'empire est divisé en régions militaires, plus promptes à réagir aux menaces, et commandées par des comes rei militaris. La bataille d'Andrinople où meurt Valens en 378 marque l'avènement de la cavalerie, avènement militaire de l'époque médiévale. Lors de ce siècle dit des Grandes invasions (identifiable de 376 à 476, lire la chronologie), les autorités romaines passent graduellement d'une situation de domination liée à des victoires sur les lètes / laeti, sur le plan individuel, à une faiblesse du pouvoir devant des peuples entiers qui deviennent fédérés de Rome. En 451, la bataille des champs Catalauniques contre l'Empire hunnique est la dernière où ces potentats, dotés d'un commandement propre, sont commandés par un général romain.

### Articles détaillés
- Armée romaine des origines à la fin de la République
- Armée romaine tardive
- Effectifs de l'armée romaine
- Engin de siège dans l'Antiquité romaine
- Grades de l'armée romaine
- Histoire militaire de la Rome antique
- Légion romaine
- Marine romaine
- Troupes auxiliaires

#### Sur toute la période
- Pierre Cosme, L'armée romaine : VIIIe siècle av. J.-C. - Ve siècle apr. J.-C., Paris, Armand Colin, coll. « Cursus Histoire », 2007, 288 p. (ISBN 978-2-200-26408-6, BNF 41180953)
- Gérard Coulon (texte) et Jean-Claude Golvin (illustrations), Le Génie civil de l'armée romaine, Arles, Actes Sud-Errance, 2018, 160 p.
- (en) Lawrence Keppie, The Making of the Roman Army : From Republic to Empire, Routledge, 1998, 288 p. (ISBN 978-0-415-15150-4)
- Jean-Paul Brisson, Problèmes de la guerre à Rome, Mouton, coll. « Civilisation et Sociétés n°12 », 1969 (réimpr. 1995), 195 p. (ISBN 978-2-7132-0158-5)
- (en) Yann Le Bohec, The Encyclopedia of the Roman Army : associate editors, Giovanni Brizzi, Eckhard Deschler-Erb, Geoffrey Greatrex...[et al.], Chichester, West Sussex, Wiley-Blackwell, 2015, 1176 p. (ISBN 978-1-4051-7619-4, BNF 44294788)
- Yann Le Bohec, Histoire des guerres romaines : Milieu du VIIIe siècle av. J.-C. -410 après J.-C, Paris, Tallandier, coll. « L'art de la guerre », 2017, 606 p. (ISBN 979-10-210-2300-0, BNF 45252846)
- Yann Le Bohec, La Vie quotidienne des soldats de l'Empire, Tallandier, 2020.
- (en) Jonathan P. Roth, The Logistics of the Roman Army at War (264 B.C.-A.D. 235), Brill, 2012, 399 p. (ISBN 978-90-042-2547-3, lire en ligne)

#### Sur leVIIIeauIVesiècleav. J.-C.
- Christiane Saulnier, L'armée et la guerre dans le monde étrusco-romain (VIIIe – IVe siècle), De Boccard, 1980, 200 p. (OCLC 8431768)
- Anne-Marie Adam et Agnès Rouveret, Guerre et Sociétés en Italie aux Ve et IVe siècles av. J.-C., les indices fournis par l'armement et les techniques de combat, Presses de l'ENS, 1988, 164 p. (ISBN 978-2-7288-0135-0)

#### Sur leIIIeauIersiècleav. J.-C.
- François Cadiou, Hibera in terra miles : Les armées romaines et la conquête de l'Hispanie sous la République (218 - 45 av. J.-C.), Casa de Velazquez, 2008, 700 p. (ISBN 978-84-96820-07-4).
- François Cadiou, L’Armée imaginaire. Les soldats prolétaires dans les Armées romaines aux derniers siècles de la République, Les Belles Lettres, 2018.
- Claude Nicolet, Le métier de citoyen dans la Rome républicaine, Gallimard, coll. « Tel », 2e éd. revue et corrigée, 1989, 543 p. (ISBN 978-2-07-071530-5).
- Claude Nicolet, Rome et la conquête du monde méditerranéen, 264-27, t. 1 : Les structures de l'Italie romaine, Paris, PUF, coll. « Nouvelle Clio », 10e éd. mise à jour, 2001, 520 p. (ISBN 978-2-13-051964-5).

#### Sur leIerauIIIesiècleapr. J.-C.
- Edward Luttwak (trad. de l'anglais par Bernadette et Jean Pagès), La Grande stratégie de l'Empire romain, Paris, Economica, 1987, 260 p. (ISBN 978-2-7178-1269-5).
- Yann le Bohec, L'armée romaine sous le Haut-Empire, Paris, Picard, 2002, 3e éd., 292 p. (ISBN 978-2-7084-0744-2).
- Yann Le Bohec, L'armée romaine dans la tourmente : une nouvelle approche de la crise du IIIe siècle, Monaco, Éditions du Rocher, coll. « L'art de la guerre », 2009, 320 p. (ISBN 978-2-268-06785-8, BNF 41450270).

#### Sur leIIIeauVesiècleapr. J.-C.
- (en) M. C. Bishop et J.C. Coulston, Roman military equipment, City, Shire, 1989, 76 p. (ISBN 978-0-7478-0005-7).
- Jean-Michel Carrié et Aline Rousselle, L'Empire romain en mutation des Sévères à Constantin, 192-337, Paris, Éd. du Seuil, coll. « Nouvelle histoire de l'Antiquité » (no 10), 1999, 841 p. (ISBN 978-2-02-025819-7).
- (en) David S. Potter, A companion to the Roman Empire, Malden, MA, Blackwell Pub, coll. « Blackwell companions to the ancient world », 2006, 691 p. (ISBN 978-0-631-22644-4, BNF 41288543).
- Yann Le Bohec, L'armée romaine sous le bas-empire, Paris, Picard, coll. « Antiquité / synthèses » (no 11), 2006, 256 p. (ISBN 978-2-7084-0765-7).
- Liebeschuetz J. H. W. G. (1986) : “Generals, federates and buccelarii in Roman armies around AD 400”, in Freeman et Lightfoot 1986, 463-474.
- MacDowall S. (1994) : Late Roman Infantryman, 236-565 AD, Osprey Warrior Series 9, Londres.
- Nicasie M. J. (1998) : Twilight of Empire. The Roman Army from the reign of Diocletian until the battle of Andrinople, Amsterdam.
- Philippe Richardot, La fin de l'armée romaine, 284-476, Paris, Commission française d'histoire militaire Institut de stratégie comparée Economica, coll. « Bibliothèque stratégique », 2005, 408 p. (ISBN 978-2-7178-4861-8).
- Seillier C. (1993) : « Les Germains dans l’armée romaine tardive en Gaule septentrionale. Le témoignage de l’archéologie », in Vallet et Kazanski, 187-194.
- (en) Ian P. Stephenson, Roman infantry equipment : the later empire, Stroud, Gloucestershire, Tempus, 1999, 144 p. (ISBN 978-0-7524-1908-4).
- Ian P. Stephenson, Romano-Byzantine infantry equipment, Stroud England, Tempus, 2006, 160 p. (ISBN 978-0-7524-2886-4, BNF 41112469).
- (en) Michael Whitby, Rome at war, AD 293-696, Oxford, Osprey Pub. Ltd, coll. « Essential Histories », 2002, 83 p. (ISBN 978-1-4728-9510-3).
- Notitia Dignitatum, document romain de la fin de l'Empire.